# Menneville, Pas-de-Calais
Menneville är en kommun i departementet Pas-de-Calais i regionen Hauts-de-France i norra Frankrike. Kommunen ligger i kantonen Desvres som tillhör arrondissementet Boulogne-sur-Mer. År 2022 hade Menneville 652 invånare.

## Befolkningsutveckling
Antalet invånare i kommunen Menneville
| Referens: INSEE |